# سامية حبيب
سامية حبيب هي ناقدة سينمائية وتلفزيونية مصرية، شغلت عضو لجنة التحكيم في عدة مهرجانات سينمائية عربية، حاصلة على جائزة الدولة التشجيعية عن كتابها «قيم الانتماء في الثقافة المصرية» عام 2014.

## المناصب
- رئيس قسم الإعلام التربوي بكلية التربية النوعية بجامعة بنها[1]
- رئيس قسم النقد الأدبي بالمعهد العالي للنقد الفني[2]
- أستاذ مساعد التربية النوعية تخصص الدراما والنقد بجامعة بنها[3]
- أستاذ في جامعة حلوان –كلية الآداب- قسم المسرح – 1998- 1999[4]
- أستاذ في جامعة المنصورة ــ 2001-2002[4]
- أستاذ النقد بالمعهد العالى للنقد الفنى بأكاديمية الفنون[3]
- عضو مؤسس لجمعية العربية لنقاد المسرح[بحاجة لمصدر]
- عضو الهيئة الدولية للمسرح[5]
- عضو باتحاد كتاب مصر[4]
- عضو نقابة المهن التمثيلية[4]
- عضو شعبة النقد والإخراج[4]
- عضو جمعية النقد الأدبي[4]
- عضو جمعية الكاتبات المصريات[4]

## المؤهلات العلمية
حاصلة على دكتوراة الفلسفة في النقد الفني (صورة المجتمع في الدراما النسائية من 1950-1996) ــ المعهد العالي للنقد الفني - أكاديمية الفنون ــ مصر، 2001
حاصلة على درجة الماجستير في (الدراما الشعرية في مصر)- قسم النقد – أكاديمية الفنون- مصر، مايو 1995

## النشاط العلمي

### كتب
- (1997)، دلالة المقاومة في مسرح الشرقاوي:الهيئة المصرية العامة للكتاب، مصر[6]
- (2003)، مسرح المرأة في مصر: الهيئة المصرية العامة للكتاب، مكتبة الأسرة، مصر
- (2004)، البناء الدرامي في مسرح دورينمات: مركز الحضارة العربية، مصر
- (2005)، الضاحك الباكي : مركز الحضارة العربية، مصر
- (2006)، مي زيادة كاتبة مسرح: دائرة الثقافة والإعلام، الشارقة، دولة الإمارات العربية المتحدة
- (2009)، قراءت في الدراما: دار هفن للنشر، القاهرة

### مقالات ودراسات
مجلة المسرح: الهيئة المصرية العامة للكتاب ـ مصر، 1987 - 2003
مجلة الهلال: دار الهلال ــ مصر، 1996 -1998
مجلة العربي: وزارة الإعلام ــ الكويت، مايو ويوليو 2004
مجلة وجهات نظر ــ دار الشروق ــ القاهرة ــ يونيو 2004
مجلة  الفن والتراث الشعبي: الإمارات العربية المتحدة ــ يناير 2005
مجلة  الفنون: المجلس الوطني للفنون والاداب – الكويت
مجلة أسرتي: دار المرزوق للطباعة والنشر – الكويت، 2007-2008
مجلة الصدى: دار الصدى للنشر والتوزيع – الإمارات العربية المتحدة، 2005
مجلة النخيل: جمعية الفنون الجميلة - الإمارات العربية المتحدة، 2006-2009
مجلة المسرح: دائرة الثقافة والإعلام - الإمارات العربية المتحدة، أغسطس 2014

### المحاضرات والدورات التدريبية
- مناهج الإعلام[4]
- اللغة العربية وأدابها
- الفنون السمعية والبصرية
- مجالات تدريب وتشغيل المرأة
- دورات التنمية البشرية
- دورات المشروعات الصغيرة
- الطفولة ومشكلات النمو
- رياض الأطفال قضاياها وتنميتها

### مؤتمرات علمية والمحاضرات
- عضو لجنة التحكيم بمهرجان عمان المسرحي عام 1999- المملكة الأردنية الهاشمية[4]
- بحث المرأة والمسرح، المؤتمر القومي الأول للمرأة ــ المجلس الأعلى للثقافة ــ مصر، مارس 2000[4]
- مشاركة بالمؤتمر الثالث للمرأة والبحث العلمي والتنمية في جنوب مصر ــ جامعة أسيوط ــ مصر، إبريل 2001[4]
- بحث بمؤتمر المرأة العربية والإبداع ــ المجلس الأعلى للثقافة ــ مصر، أكتوبر 2002[4]
- مشاركة في المؤتمر العلمي ملامح التجريب في الأدب والإعلام جامعة المنيا ــ مصر، عام 2003[4]
- بحث في المؤتمر العلمي الأول لكلية التربية النوعية (التعليم النوعي بتحديث المجتمع) بعنوان «دور المسرح في مناقشة قضايا المجتمع» ــ جامعة القاهرة ــ مصر،2003[4]
- مشاركة في ندوة نقدية بمهرجان الكويت المسرحي السابع – دولة الكويت، إبريل 2004[4]
- محاضرة بمهرجان أيام عمان المسرحية حول «صور التجريب في المسرح العربي» – المملكة الأردنية الهاشمية، مارس 2005[4]
- محاضرة باتحاد كتاب وأدباء الإمارات – فرع رأس الخيمة بعنوان الواقع العربي لمسرح الطفل – مايو 2006[4]
- مشاركة في ندوة فكرية بمهرجان أيام المسرح للشباب  – الهيئة العامة للشباب والرياضة – دولة الكويت – أكتوبر - 2007[4]
- بحث مشارك بعنوان «قراءة في مذكرات الرائدات» في مهرجان المسرح الأردني الخامس عشر – عمان – 2008[4]
- بحث مشارك بعنوان القضية الفلسطينية في المسرح المصري في المهرجان الوطني للمسرح الجزائري – الجزائر، مايو 2009[4]
- عضو لجنة تحكيم مهرجان الإعلام العربي – القاهرة، أكتوبر 2009[4]
- بحث مشارك مهرجان الفنون الدولي – جامعة صوفيا – بلغاريا، ديسمبر 2009[4]
- مشاركة مهرجان المسرح الجامعي – جامعة فاس – المملكة المغربية، أبريل 2010[4]
- المشاركة في ندوة تحت عنوان «المرأة والمسرح دراسات تاريخية» في مهرجان المسرح الأردني، يوليو2011[8]
- المشاركة في مؤتمر مسرحي باكو - أذربيجان، 2013[9]
- المشاركة في ندوة نقاشية عن «رواية السلفي»- المجلس الأعلى للثقافة - القاهرة، نوفمبر 2014[10]
- المشاركة في المؤتمر الدولي للجمعية الدولية لنقاد المسرح - روسيا، نوفمبر 2018[3]
- المشاركة في ندوة بعنوان «المرأة في سينما يوسف شاهين» - فعاليات مهرجان أسوان الدولي لسينما المرأة - مصر، فبراير 2018[11]
- المشاركة في ندوة نقدية لمناقشة العرض المسرحي«أحوال الشخصية» ــ مسرح الشباب التابع للبيت الفني للمسرح - مصر، مارس 2018[12]
- المشاركة في ندوة فكرية تحت محور مناقشة دور المعاصر والتجريبي في النهوض بالحركة المسرحية في مهرجان القاهرة الدولي للمسرح، مصر2018[13]
- رئيساً للجنة تحكيم المسابقة الثانية بالمهرجان القومى للمسرح المصري - مصر، أغسطس 2019[3]
- عضو لجنة التحكيم لمهرجان أيام القاهرة الدولي للمونودراما - مصر، فبراير 2020[14]